# Teatro De Larderel
Il Teatro De Larderel è un teatro situato a Pomarance, in provincia di Pisa. Si tratta di un bell'esempio di teatro nobiliare realizzato nella seconda metà dell'Ottocento all'interno del prestigioso palazzo della ricca famiglia De Larderel a Pomarance.

## Storia e descrizione
Inaugurato nel settembre del 1872 con un concerto della banda di Larderello, si affiancava a un altro spazio teatrale ospitato nel cortile del palazzo e destinato prevalentemente a spettacoli e a concerti dei dipendenti delle industrie dei De Larderel.
Il teatro nel palazzo si presentava come tipico saloncino destinato invece alle feste e ai ricevimenti della famiglia. Posto al piano nobile e preceduto da un atrio riccamente decorato a fresco con motivi floreali e candelabre nelle volte,  il salone presenta una decorazione a stucchi dorati e a fresco di stile neoclassico e si apre nella parete di destra con due finestroni verso il giardino. Sulla parete opposta le due aperture delle finestre sono simmetricamente alluse da sfondati originariamente ospitanti degli specchi. Sopra la cornice che conclude le pareti alludendo a un'essenziale trabeazione, si imposta un elegante soffitto decorato a falsi cassettoni poligonali e rosoni con al centro un grande  affresco su tela riproducente l'Aurora di Guido Reni.
La sala è dotata di un palcoscenico in legno di dimensioni ben proporzionate e che conserva numerose dotazioni di scena con alcune quinte armate dipinte e due fondali anch'essi dipinti.  La presenza di queste dotazioni di scena autorizzano a pensare questa struttura non solo come luogo per feste da ballo  e serate di gala ma anche come luogo di rappresentazioni teatrali o piccole pièces quali sciarade, quadri viventi,  proverbi, secondo la grande tradizione francese delle feste aristocratiche alle quali i De Larderel erano stati avvicinati da Amicie De Larderel e da alcuni suoi aristocratici amici quali Joachin Murat e, in particolare, Alexander de Talleyrand Périgord duca di Dino.
Il teatro con il palazzo che l'ospita subì gravi danni durante l'ultimo conflitto mondiale. Nel 1964, i Ginori Conti,  eredi dei De Larderel, cedettero il palazzo all'Amministrazione Comunale che da allora ha iniziato il suo recupero.
Inserito nel Progetto Regionale FIO nel 1991, il teatro è stato oggetto di un restauro che su progetto dell'architetto Florestano Bargelli ha riportato la sala al suo aspetto originario, sono stati realizzati nuovi tendaggi, il sipario, l'arredo, gli impianti tecnologici e i servizi igienici; è stato inoltre dotato di un ingresso separato dal palazzo e di un ampio atrio ricavato da due ambienti antistanti.